# Fluorid wolframičný
Fluorid wolframičný je anorganická sloučenina s chemickým vzorcem WF5.

## Příprava
Fluorid wolframičný vzniká reakcí wolframu s fluoridem wolframovým:
W + 5 WF6 → 6 WF5

## Vlastnosti
Fluorid wolframičný je žlutá hygroskopická pevná látka. Podobně jako další fluoridy s prvkem v oxidačním čísle +5 je složen z tetramerů, skládající se z molekul [WF5]4. Každé wolframové centrum je v oktaedrické molekulové geometrii.
Při pokojové teplotě se fluorid wolframičný disproporcionuje na fluoridy wolframový a wolframičitý:
2 WF5 → WF4 + WF6